# Bethal
Bethal é uma cidade agrícola na província de Mpumalanga, na África do Sul. As fazendas da região produzem milho, sementes de girassol, centeio e batatas. Fundada em 1880, ela recebeu seu nome da fusão dos nomes das esposas e irmãs dos donos da fazenda Blesbokspruit, Elizabeth du Plooy and Alida Naude, que existia no local onde a pequena cidade foi fundada. Na área da cidade, também existem vinte minas de cobre e três minas de ouro.
Com uma área de 101,5 km² e uma população de 8.512 habitantes (censo 2001), a cidade é famosa por sua antiga produção de batatas e pelo Festival Anual de Batatas, que sempre ocorria em maio, mas foi suspenso em 2007. O Rio dos Elefantes tem origem nas proximidades da cidade.
Bethal também é a cidade-natal do campeão olímpico da maratona em Atlanta 1996, Josia Thugwane, o primeiro negro campeão olímpico da África do Sul.